# 2019-es cannes-i fesztivál
A 72. cannes-i fesztivál 2019. május 14. és május 25. között került megrendezésre a Cannes-i Kongresszusi és Fesztiválpalotában.
A filmes seregszemle időpontját 2018. július 9-én hozták nyilvánosságra. A fesztivál vezetése 2019. február 27-én jelentette be, hogy a rendezvény és a versenyfilm-zsűri elnökének az Oscar-díjas Alejandro González Iñárritu mexikói-spanyol filmrendezőt kérték fel. Ez volt az első alkalom, hogy latin-amerikai filmes személyiség tölthette be a tisztséget. A nyitó- és zárógála házigazdájának a 2008-as, 2009-es és 2018-as fesztivál után immár negyedszer is Édouard Baer francia színészt, rádiós műsorvezetőt kérték fel.

## A 2019-es fesztivál
A versenyprogram előválogatására 2018. november 21-től lehetett jelölni alkotásokat; a végső határidő nagyjátékfilmek esetében 2019. március 11., rövidfilmeknél március 8., míg a Cinéfondation rövidfilmjeinél február 15 volt. Ez utóbbi kategóriák esetében az online jelentkezési űrlap kitöltésével egyidőben az alkotást is fel kellett tölteni. A nagyjátékfilmeket tartalmazó fizikai hordozóeszközöket 2019. március 11-ig kellett eljuttatni a fesztiválszervezőkhöz.
A versenyprogram és az Un certain regard listáját április 18-án hozták nyilvánosságra.
A rendezvényt Charlotte Gainsbourg és Javier Bardem nyitotta meg; mindketten szerepeltek korábban a zsűrielnök Iñárritu egy-egy filmjében: Gainsbourg a 21 gramm, míg Bardem a Biutiful főszereplője volt, továbbá mindketten díjat vehettek át korábban alakításaikért Cannes-ban. A megnyitóünnepség végén Jim Jarmusch versenyszekcióban indított The Dead Don’t Die című zombi filmkomédiáját vetítették le.
Az előző évhez hasonlóan a megszokott egyetlen Filmlecke (Leçon de cinéma) helyett ez évben is négy találkozót szerveznek művészekkel a fesztiválozók részére, így átadhatta szakmai tudását  és tapasztalatait Csang Ce-ji (Zhang Ziyi) kínai, Sylvester Stallone amerikai és Alain Delon francia színész, valamint Nicolas Winding Refn dán filmrendező, forgatókönyvíró, producer.
Két magyar film vett részt a filmes esemény hivatalos válogatásában: a Cinéfondation kategóriában versenyzett a Budapesti Metropolitan Egyetem hallgatója, Moldovai Katalin, Ahogy eddig című kisfilmjével; a Cannes-i klasszikusok között pedig levetítették Bacsó Péter 1969-ben készített, de tíz évre azonnal dobozba zárt és csak időnként zárt körben levetített szatíráját, A tanút. A film nemzetközi téren éppen Cannes-ban mutatkozott be 1981-ben; most ismét világpremierje volt, de ezúttal a restaurált, 4K formátumban digitálisan rögzített eredeti, cenzúrázatlan változatnak. További magyar alkotás is szerepelt Cannes-ban: a fesztivál egyik kísérő rendezvényének, a 13-15 éves fiatal filmkedvelők részére szervezett Cannes Écrans Juniors kilenc versenyfilmje közé beválogatták Schwechtje Mihály Remélem legközelebb sikerül meghalnod :) című „tini thrillerét”. Magyar vonatkozású érdekesség, hogy Lorenzo Mattotti Un certain regard szekcióban bemutatott, francia-olasz koprodukcióban készített Medvevilág Szicíliában című egész estés animációs filmjének elkészítésében részt vettek a Kecskeméti Animációs Stúdió munkatársai.
2019-ben Alain Delon kapta a Tiszteletbeli Pálmát. Ez alkalomból a színész mesterkurzust tartott, majd a Cannes-i Klasszikusok szekcióban bemutatták Joseph Losey 1976-os Klein úr című, a náci megszállás alatt Párizsban játszódó filmdrámáját, amely egykor antiszemita felhangú vitát provokált. A művész elismerésének terve 2019-ben is kisebb botrány tárgya lett: ezúttal egy amerikai nő (Margherita B.) a Women and Hollywood feminista szervezet nevében indított internetes petíciót Delon ellen korábbi „szexista, homofób és rasszista” kijelentései miatt, amit több mint 18 ezren írtak alá, főleg az Egyesült Államokból, az Egyesült Királyságból, Ausztráliából és Franciaországból. A filmes seregszemle szervezői végül is nem álltak el szándékuktól; a fesztivál elnöke kijelentette: külön kell választani a világsztár munkásságát és esetleges vitatható nézeteit; őt mint művészt részesítik elismerésben, egyébként pedig Delont is megilleti a szabad véleménynyilvánítás joga, még ha kijelentéseivel nem is értünk egyet.
A cannes-i fesztivál ez évi hivatalos plakátja a közelmúltban elhunyt Agnès Varda előtt tisztelgett; a képen az látható, ahogy az avantgárd filmes éppen első, Párbeszéd című dokumentum-játékfilmjét forgatja 1955-ben a tengerparton.
A nemek közötti egyenlőség filmes szakmán belül való elérése, illetve az áttekinthetőség és a sokszínűség megteremtése érdekében indított mozgalomhoz 2018-ban csatlakozott, és a „5050x2020 chartát” aláírt cannes-i fesztivál vezetősége vállalásuknak megfelelően nyilvánosságra hozta a rendezvény szervezésével, a filmek válogatásával kapcsolatos fontosabb adatokat. 2019-ben a hivatalos válogatás 21 nagyjátékfilmjéhez 1845 javaslatba hozott alkotást kellett megtekinteni, a rövidfilmes kategóriákhoz pedig 4240-et. A hivatalos válogatásban 8 elsőfilmes alkotó került be; az Arany Kameráért összesen 26 első film versenyzett. A beválogatott nagy- és kisjátékfilmek gyártásában, illetve koprodukciójában mintegy 39 ország vett részt. A paritás megteremtése érdekében a válogató bizottságban négy nő és négy férfi foglalt helyet, a fesztivál Filmosztályának férfi igazgatójához egy nő is csatlakozott művészeti tanácsosként. A zsűrielnökök és tagok válogatásánál ugyancsak figyelemmel voltak a paritásra. Ez évben először számolták a beválogatott női alkotók számát. A nagyjátékfilmek esetében 26 %, a rövidfilmeknél 32 %, a Cinéfondation iskolafilmjei esetében pedig 44 % volt a női alkotók aránya. 2019-ben a nagyjátékfilmek versenyében 4 (19 %), az Un certain regard szekcióban 8 (42 %), a különleges előadások között 3 (28 %), míg a rövidfilmek versenyében 5 (42 %) rendezőnő filmje versenyzett. Az Arany Kameráért küzdött elsőfilmes alkotók esetében ez az arány 52 % volt (13 nő, 12 férfi), ebből a hivatalos válogatásba tartozott 8 rendezőnő (61,5 %). Összességében a hivatalos válogatás alkotóinak 27 %-át tették ki a nők.
A Cannes-i fesztivál filmvására 2019-ben ünnepelte 50. évfordulóját. A rendezvény nagyon korán kezdte felhasználni a filmművészet kettős, kulturális és gazdasági  természetét. 2019-re több mint 12 000 résztvevővel a világ legnagyobb vásárává vált, hozzájárulva a globális filmipar dinamizmusához.
A francia Kép- és Hangtechnikai Főbizottság (Commission Supérieure Technique de l’Image et du Son – CST), amely a fesztivál technikai partnereként 1951 óta díjazta a rendezvény hivatalos válogatásában versenyző nagyjátékfilm elkészítésében kiemelkedő teljesítményt nyújtott „filmtechnikai művészeket”, sajtótájékoztattón jelentette be, hogy 2019-ben változik a díj elnevezése: a kotábbi Technikai-művészi Vulcain-díjból Technikai-művészi CST-díj lett.

### Kritika
Cyril Dion francia író, költő, filmrendező és éghajlatvédelmi aktivista ráirányította a figyelmet a világ legnagyobb filmes seregszemléjének rejtett arcára, a csillogás mögötti, kevésbé elbűvölő valóságra. Felhívással fordult a filmes világhoz, hogy lépjenek fel a környezetvédelmi válsággal szemben. Úgy vélte, "kétség kívül óriási előrelépésre van szükség a szervezésben, hogy a fesztivál ökológiai szempontból jobb legyen". Valóban, a francia Környezet- és Természetvédelmi Egyesület adatai szerint a rendezvény fokozott fogyasztással és az azzal járó mértéktelen pazarlással jár együtt; a lakosság megháromszorozódása, a túlzott kivilágítás, a jachtok és a magánrepülőgépek használata stb. rendkívül nagy környezetszennyezést generál.

## Zsűri

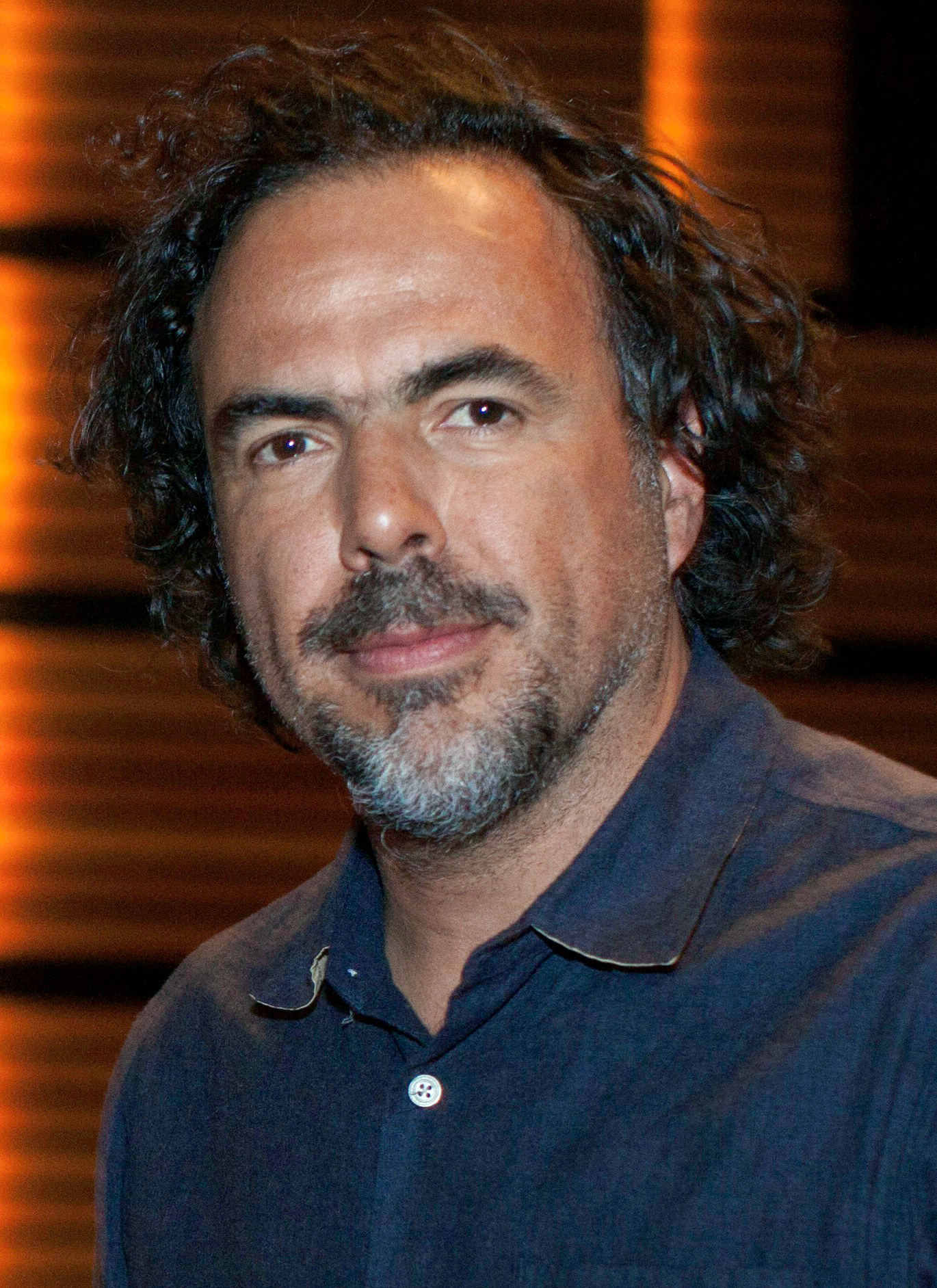
Alejandro González Iñárritu, a 72. Cannes-i fesztivál elnöke

### Versenyprogram
- Alejandro González Iñárritu filmrendező –  Mexikó •  Spanyolország – a zsűri elnöke
- Enki Bilal képregényrajzoló és animációs film készítő  Franciaország
- Robin Campillo rendező, forgatókönyvíró, vágó  Franciaország
- Elle Fanning színésznő  Amerikai Egyesült Államok
- Jórgosz Lánthimosz rendező, forgatókönyvíró, producer  Görögország
- Maimouna N'Diaye színésznő, filmrendező  Burkina Faso
- Paweł Pawlikowski rendező, forgatókönyvíró  Lengyelország
- Kelly Reichardt rendező, forgatókönyvíró, vágó  Amerikai Egyesült Államok
- Alice Rohrwacher rendező, forgatókönyvíró  Olaszország

### Cinéfondation és rövidfilmek
- Claire Denis filmrendező, forgatókönyvíró –  Franciaország – a zsűri elnöke
- Eran Kolirin rendező, forgatókönyvíró  Izrael
- Panos H. Koutras rendező, forgatókönyvíró  Görögország
- Stacy Martin színésznő  Egyesült Királyság
- Cătălin Mitulescu rendező, forgatókönyvíró, producer  Románia

### Un Certain Regard
- Nadine Labaki színész, filmrendező, forgatókönyvíró –  Libanon
- Lisandro Alonso filmrendező  Argentína
- Lukas Dhont filmrendező  Belgium
- Marina Foïs színésznő  Franciaország
- Nurhan Sekerci-Porst filmproducer  Németország

### Arany Kamera
- Rithy Panh filmrendező, forgatókönyvíró, producer –  Kambodzsa /  Franciaország – a zsűri elnöke
- Alice Diop filmrendező –  Franciaország
- Sandrine Marques rendező, forgatókönyvíró, filmkritikus –  Franciaország
- Benoît Delhomme operatőr  –  Franciaország
- Nicolas Naegelen hangmérnök, a Polyson cég igazgatója –  Franciaország

## Hivatalos válogatás

### Nagyjátékfilmek versenye
- A Hidden Life – rendező: Terrence Malick
- Atlantique (Az Atlantiak) – rendező: Mati Diop
- Bacurau – rendező: Kleber Mendonça Filho és Juliano Dornelles
- Dolor y gloria (Fájdalom és dicsőség) – rendező: Pedro Almodóvar
- Frankie – rendező: Ira Sachs
- Kiszengcshung (Gisaengchung) (Élősködők) – rendező: Pong Dzsunho (봉준호, Bong Joon-ho)
- Il traditore (Az első áruló) – rendező: Marco Bellocchio
- It Must Be Heaven (A mennyországnak kell lennie) – rendező: Elia Suleiman
- La Gomera (A hegyek szigete) – rendező: Corneliu Porumboiu
- Le jeune Ahmed (Az ifjú Ahmed) – rendező: Jean-Pierre és Luc Dardenne
- Les misérables (Nyomorultak) – rendező: Ladj Ly
- Little Joe (A boldogságvirág) – rendező: Jessica Hausner
- Matthias et Maxime – rendező: Xavier Dolan
- Mektoub, My Love : Intermezzo – rendező: Abdellatif Kechiche
- Nanfang csöcsan tö csühuj (Nanfang chezhan de juhui) (南方车站的聚会)[24] – rendező: Tiao Ji-nan (刁亦男, Diao Yìnán)
- Portrait de la jeune fille en feu (Portré a lángoló fiatal lányról) – rendező: Céline Sciamma
- Roubaix, une lumière – rendező: Arnaud Desplechin
- Sibyl (Szex és pszichoanalízis) – rendező: Justine Triet
- Sorry We Missed You (Sajnáljuk, nem találtuk otthon) – rendező: Ken Loach
- The Dead Don't Die (A holtak nem halnak meg) – rendező: Jim Jarmusch
- Once Upon a Time... in Hollywood (Volt egyszer egy Hollywood) – rendező: Quentin Tarantino

### Nagyjátékfilmek versenyen kívül
- Diego Maradona – rendező: Asif Kapadia
- Hors normes (Különleges életek) – rendező: Olivier Nakache, Éric Toledano
- La belle époque (Boldog idők) – rendező: Nicolas Bedos
- Les plus belles années d'une vie – rendező: Claude Lelouch
- Rocketman – rendező: Dexter Fletcher
- Too Old To Die Young – North Of Hollywood, West Of Hell (5-6. epizód) – rendező: Nicolas Winding Refn (épisodes 5 et 6 de la série)

#### Cannes-i klasszikusok

##### Restaurált kópiák
- 125 rue Montmartre (Montmartre 125) – rendező: Gilles Grangier
- A tanú – rendező: Bacsó Péter
- Caméra d’Afrique – rendező: Férid Boughedir
- Tao ma cej (Dao ma zei) (A lótolvaj) – rendező: Tien Csuang-csuang (田壮壮, Tian Zhuangzhuang)
- Easy Rider (Szelíd motorosok) – rendező: Dennis Hopper
- First Blood (Rambo – Első vér)[25] – rendező: Ted Kotcheff
- Hakudzsaden (A fehér kígyó legendája) – rendező: Jabusita Taidzsi
- Hu si zsi csi (Hu shi ri ji) – rendező: Tao Csin (Tao Jin)
- Kanal (Csatorna) – rendező: Andrzej Wajda
- L’àge d’or (Aranykor) – rendező: Luis Buñuel
- La cité de la peur, une comédie familiale (A félelem városa) – rendező: Alain Berbérian
- La prima notte di quiete (A nyugalom első éjszakája) – rendező: Valerio Zurlini
- Lásky jedné plavovlásky (Egy szöszi szerelme) – rendező: Miloš Forman
- Le ciel est à vous (Az ég a tiétek) – rendező: Jean Grémillon
- Los olvidados (Elhagyottak) – rendező: Luis Buñuel
- Miracolo a Milano (Csoda Milánóban) – rendező: Vittorio De Sica
- Moulin Rouge – rendező: John Huston
- Mr. Klein (Klein úr) – rendező: Joseph Losey
- Nazarín – rendező: Luis Buñuel
- Pasqualino Settebellezze – rendező: Lina Wertmüller
- Plogoff, des pierres contre des fusils – rendező: Nicole Le Garrec
- Tetri karavani (Fehér karaván) – rendező: Eldar Sengelaja és Tamaz Meliava
- The Doors – rendező: Oliver Stone
- The Shining (Ragyogás) – rendező: Stanley Kubrick
- Toni – rendező: Jean Renoir

##### Dokumentumfilmek
- Cinecittà: I mestieri dei cinema Bernardo Bertolucci – rendező: Mario Sesti
- Forman vs. Forman – rendező: Helena Trestíková, Jakub Hejna
- Making Waves: The Art of Cinematic Sound – rendező: Midge Costin
- La passione di Anna Magnani – rendező: Enrico Cerasuolo
- Les silences de Johnny – rendező: Pierre-William Glenn

##### Strandmozi
- Boyz'n the Hood (Fekete vidék) – rendező: John Singleton
- Easy Rider (Szelíd motorosok) – rendező: Dennis Hopper
- Haut les filles – rendező: François Armanet és Bayon
- La cité de la peur, une comédie familiale  (A félelem városa) – rendező: Alain Berbérian
- Les 400 coup (Négyszáz csapás) – rendező: François Truffaut
- Les patriotes (A kémkedés ára) – rendező: Éric Rochant
- Mélodie en sous–sol (Alvilági melódia) – rendező: Henri Verneuil
- The Doors – rendező: Oliver Stone
- Vo hu cang lung (臥虎藏龍, Wòhǔ Cánglóng) (Tigris és sárkány) – rendező: Ang Lee

#### Különleges előadások
- 5B – rendező: Dan Krauss
- Chicuarotes – rendező: Gael García Bernal
- Etre vivant et le savoir – rendező: Alain Cavalier
- Family Romance, LLC – rendező: Werner Herzog
- For Sama – rendező: Waad Al Kateab és Edward Watts
- Ice on Fire – rendező: Leila Conner
- La Cordillera de los sueños – rendező: Patricio Guzmán
- Que Sea Ley – rendező: Juan Diego Solanas
- Share – rendező: Pippa Bianco
- Tommaso – rendező: Abel Ferrara

#### Éjféli előadások
- Lux Æterna – rendező: Gaspar Noé
- The Gangster, The Cop, The Devil – rendező: I Vonthe (이원태, Lee Won-Tae)

### Un certain regard
- Adam – rendező: Maryam Touzani
- Dilda (Дылда) – rendező: Kantemir Balagov
- Bull – rendező: Annie Silverstein
- Chambre 212 – rendező: Christophe Honoré
- Cso zsen mi mi (Zhuo ren mi mi) – rendező: Midi Z
- Evge – rendező: Nariman Aliev
- A vida invisível de Eurídice Gusmão – rendező: Karim Aïnouz
- Jeanne – rendező: Bruno Dumont
- La fameuse invasion des ours en Sicile (Medvevilág Szicíliában) – rendező: Lorenzo Mattotti
- La femme de mon frère – rendező: Monia Chokri
- Les hirondelles de Kaboul – rendező: Zabou Breitman et Eléa Gobé Mévellec
- Liberté – rendező: Albert Serra
- Liu ju tien (Liu yu tian) – rendező: Cu Feng (祖峰, Zu Feng)
- Papicha – rendező: Mounia Meddour
- Port Authority – rendező: Danielle Lessovitz
- The Climb – rendező: Michael Covino
- Odnazsdij v Trubcsevszke / Однажды в Трубчевске – rendező: Larisza Szadilova
- O que arde – rendező: Olivier Laxe

### Rövidfilmek versenye
- The Van – rendező: Erenik Beqiri
- Anna – rendező: Dekel Berenson
- Le grand saut – rendező: Vanessa Dumont, Nicolas Davenel
- La distance entre nous et le ciel – rendező: Vasilis Kekatos
- All Inclusive – rendező: Teemu Nikki
- Ingen Lyssnar – rendező: Elin Övergaard
- L'heure de l'ours – rendező: Agnès Patron
- Parparim – rendező: Yona Rozenkier
- Monstruo dios – rendező: Agustina San Martín
- White Echo – rendező: Chloë Sevigny
- La siesta – rendező: Federico Luis Tachella

### Cinéfondation
- Adam – rendező: Shoki Lin (Nanyang Technological University,  Szingapúr)
- Ahogy eddig – rendező: Moldovai Katalin (Budapesti Metropolitan Egyetem,  Magyarország)
- Ambience – rendező: Wisam Al Jafari (Dar Al-Kalima University College of Arts and Culture,  Palesztina)
- Bamboe – rendező: Flo van Deuren (RITS School of Arts Brussels  Belgium)
- Duszyczka – rendező: Barbara Rupik (Państwowa Wyższa Szkoła Filmowa, Telewizyjna i Teatralna im. Leona Schillera w Łodzi,  Lengyelország)
- Favoriten – rendező: Martin Monk (Filmakademie Wien,  Ausztria)
- Hieu – rendező: Richard Van (California Institute of the Arts,  Amerikai Egyesült Államok)
- Jeremiah – rendező: Kenya Gillespie (The University of Texas at Austin,  Amerikai Egyesült Államok)
- Mano a mano – rendező: Louise Courvoisier (CinéFabrique,  Franciaország)
- Netek – rendező: Yarden Lipshitz Louz (Sapir Academic College,  Izrael)
- Pura vida – rendező: Martin Gonda (Filmová a televízna fakulta – Vysokej školy múzických umení v Bratislave,  Szlovákia)
- Reonghee – rendező: Jon Csegoang (연 제광, Yeon Jegwang) (Korea National University of Arts,  Dél-Korea)
- Roadkill – rendező: Leszek Mozga (University of the Arts London,  Egyesült Királyság)
- Rosso: La vera storia falsa del Pescatore Clemente – rendező: Antonio Messana (La Fémis,  Franciaország)
- Slozhnopodchinennoe – rendező: Olesya Yakovleva (St. Petersburg State University of Film and Television,  Oroszország)
- Solar Plexus – rendező: David Mcshane (National Film and Television School,  Egyesült Királyság)
- Sto dvacet osm tisíc – rendező: Ondřej Erban (Filmová a televizní fakulta Akademie múzických umění v Praze,  Csehország)

## Párhuzamos rendezvények

### Kritikusok Hete

#### Nagyjátékfilmek
- Abou Leila – rendező: Amin Sidi-Boumédiène
- Ceniza Negra – rendező: Sofía Quirós Ubeda
- Hvítur, hvítur dagur (A legfehérebb nap) – rendező: Hlynur Pálmason
- J'ai perdu mon corps (Keresem a testem) – rendező: Jérémy Clapin
- Le miracle du Saint Inconnu – rendező: Alaa Eddine Aljem
- Nuestras madres – rendező: César Díaz
- Vivarium – rendező: Lorcan Finnegan

#### Rövidfilmek
- Dia de festa – rendező: Sofia Bost
- Fakh – rendező: Nada Riyadh
- Ikki illa meint – rendező: Andrias Høgenni
- Journey Through A Body – rendező: Camille Degeye
- Kolektyviniai sodai – rendező: Vytautas Katkus
- Lucía en el limbo – rendező: Valentina Maurel
- The Manila Lover – rendező: Johanna Pyykkö
- Mardi de 8 à 18 – rendező: Cecilia de Arce
- Nan fang sao nu (南方少女, Nan fang shao nu)[26] – rendező: Csiu Jang (Qiu Yang)
- Ultimul drum spre mare – rendező: Adi Voicu

#### Külön előadások

##### Nagyjátékfilmek
- Litigante – rendező: Franco Lolli (nyitófilm)
- Csun csiang suj nuan (春江水南, Chun jiang shui nuan) – rendező: Ku Hszaio-kang (Gu Xiaogang) (zárófilm)
- Les héros ne meurent jamais aude – rendező: Léa Rapin
- Tu mérites un amour – rendező: Hafsia Herzi

##### Kisfilmek
- Demonic – rendező: Pia Borg
- Invisível herói – rendező: Cristèle Alves Meira
- Naptha – rendező: Moin Hussain
- Please Speak Continuously and Describe Your Experiences as They Come to You – rendező: Brandon Cronenberg
- Tenzo – rendező: Katsuya Tomita

### Rendezők Kéthete

#### Nagyjátékfilmek
- Le daim – rendező: Quentin Dupieux (nyitófilm)
- Alice et le maire – rendező: Nicolas Pariser
- And Then We Danced – rendező: Levan Akin
- Ang hupa – rendező: Lav Diaz
- Canción sin nombre – rendező: Melina León
- Ghost Tropic – rendező: Bas Devos
- Give Me Liberty – rendező: Kirill Mikhanovsky
- Hacukoi – rendező: Miike Takasi
- Huo csö csang csö (Huo zhe chang zhe) – rendező: Johnny Ma
- Koirat eivät käytä housuja – rendező: Jukka-Pekka Valkeapää
- Les particules – rendező: Blaise Harrison
- Lillian – rendező: Andreas Horwath
- Oleg – rendező: Juris Kursietis
- On va tout péter – rendező: Lech Kowalski
- Parwareshgah – rendező: Shahrbanoo Sadat
- Perdrix [27] – rendező: Erwan Le Duc
- Por el dinero – rendező: Alejo Moguillansky
- Sem seusangue – rendező: Alice Furtado
- The Lighthouse – rendező: Robert Eggers
- Tlamess – rendező: Ala Eddine Slim
- Une fille facile – rendező: Rebecca Zlotowski
- Wounds – rendező: Babak Anvari
- Zombi Child – rendező: Bertrand Bonello
- Yves – rendező: Benoît Forgeard (zárófilm)

#### Rövid- és középhosszú filmek
- Deux sœurs qui ne sont pas sœurs – rendező: Beatrice Gibson
- Grand Bouquet – rendező: Josigai Nao
- Hãy tỉnh rhức và sẵn sàng – rendező: An Pham Thien
- Je te tiens – rendező: Sergio Caballero
- Les Extraordinaires Mésaventures de la jeune fille de pierre – rendező: Gabriel Abrantes
- Movements – rendező: Cshong De-hi (정대희, Jeong Dahee)
- Olla – rendező: Ariane Labed
- Piece of Meat – rendező: Jerrold Chong és Huang Csün-hsziang (Huang Junxiang)
- Plaisir fantôme – rendező: Morgan Simon
- That Which Is to Come Is Just a Promise – rendező: Flatform
- The Staggering Girl – rendező: Luca Guadagnino

#### Külön előadások
- Red 11 – rendező: Robert Rodriguez
- The Staggering Girl – rendező: Luca Guadagnino

## Díjak

### Nagyjátékfilmek
- Arany Pálma: Kiszengcshung (Gisaengchung) (Élősködők) – rendező: Pong Dzsunho (봉준호, Bong Joon-ho)
- Nagydíj: Atlantique (Az Atlantiak) – rendező: Mati Diop
- A zsűri díja (megosztva): 
  - Bacurau – rendező: Kleber Mendonça Filho és Juliano Dornelles
  - Les misérables (Nyomorultak) – rendező: Ladj Ly
- Legjobb rendezés díja: Le jeune Ahmed (Az ifjú Ahmed) – rendező: Jean-Pierre és Luc Dardenne
- Legjobb női alakítás díja: Emily Beecham – Little Joe (A boldogságvirág)
- Legjobb férfi alakítás díja: Antonio Banderas – Dolor y gloria (Fájdalom és dicsőség)
- Legjobb forgatókönyv díja: Portrait de la jeune fille en feu (Portré a lángoló fiatal lányról) – forgatókönyvíró: Céline Sciamma
- A zsűri külön dicsérete: Elia Suleiman – It Must Be Heaven (A mennyországnak kell lennie)

### Un certain regard
- Un certain regard-díj: A vida invisível de Eurídice Gusmão – rendező: Karim Aïnouz [28]
- A zsűri díja: O que arde – rendező: Olivier Laxe
- Az alakítás díja: Chiara Mastroianni – Chambre 212
- A rendezés díja: Kantemir Balagov – Dilda (Дылда)
- A zsűri különdíja: Liberté – rendező: Albert Serra
- A zsűri kedvence (megosztva):
  - La femme de mon frère – rendező: Monia Chokri
  - The Climb – rendező: Michael Covino
- A zsűri külön dicsérete: Jeanne – rendező: Bruno Dumont

### Rövidfilmek
- Arany Pálma (rövidfilm): La distance entre nous et le ciel – rendező: Vasilis Kekatos
- A zsűri külön dicsérete (rövidfilm): Monstruo dios – rendező: Agustina San Martín

### Cinéfondation
- A Cinéfondation első díja: Mano a mano – rendező: Louise Courvoisier [29]
- A Cinéfondation második díja: Hieu – rendező: Richard Van
- A Cinéfondation harmadik díja:
  - Ambience – rendező: Wisam Al Jafari
  - Duszyczka – rendező: Barbara Rupik

### Arany Kamera
- Arany Kamera: Nuestras madres (Anyáink)[30] – rendező: César Díaz

### Egyéb díjak
- Tiszteletbeli Pálma: Alain Delon
- FIPRESCI-díj:[31]
  - It Must Be Heaven (A mennyországnak kell lennie) – rendező: Elia Suleiman
  - Dilda (Дылда) [32] – rendező: Kantemir Balagov
  - The Lighthouse [33] – rendező: Robert Eggers
- Technikai-művészi CST-díj: Flora Volpeelière filmvágó és Julien Poupard operatőr – Les Misérables (Nyomorultak)
- CST-zsűri külön dicsérete: Claire Mathon operatőr – Atlantique (Az Atlantiak) és La distance entre nous et le ciel
- Cannes-i Filmzene díj: Alberto Iglesias zeneszerző – Dolor y gloria (Fájdalom és dicsőség)
- Ökumenikus zsűri díja: A Hidden Life (Egy rejtett élet) – rendező: Terrence Malick [34]
- François Chalais-díj: A Hidden Life (Egy rejtett élet) – rendező: Terrence Malick [35]
- A polgárság díja: Les misérables (Nyomorultak) – rendező: Ladj Ly [36]
- Arany Szem (megosztva): [37]
  - For Sama – rendező: Waad Al Kateab és Edward Watts
  - La Cordillera de los sueños – rendező: Patricio Guzmán
- Queer Pálma: Portrait de la jeune fille en feu (Portré a lángoló fiatal lányról) – rendező: Céline Sciamma [38]
- Queer Pálma (kisfilm): La distance entre nous et le ciel – rendező: Vasilis Kekatos
- Chopard Trófea: Florence Pugh, François Civil [39]

## Hírességek
Isabelle Adjani, Anouk Aimée, Pedro Almodóvar, Fanny Ardant, Patricia Arquette, Daniel Auteuil, Antonio Banderas, Javier Bardem, Nathalie Baye, Marco Bellocchio, Monica Bellucci, Gael García Bernal, Adrien Brody, Steve Buscemi, Guillaume Canet, Csang Ce-ji (Zhang Ziyi), Priyanka Chopra, Marion Cotilard, Penélope Cruz, Willem Dafoe, Béatrice Dalle, Alain Delon, Leonardo DiCaprio, August Diehl, Adam Driver, Jean Dujardin, Jean Dujardin, Taron Egerton, Jesse Eisenberg, Adèle Exarchopoulos, Lara Fabian, Dakota Fanning, Elle Fanning, Sara Forestier, Brigitte Fossey, Charlotte Gainsbourg, Valeria Golino, Selena Gomez, Bella Hadid, Adèle Haenel, Salma Hayek, Amber Heard, Werner Herzog, David Heyman, Bryce Dallas Howard, Isabelle Huppert, Jean-Michel Jarre, Elton John, Nick Jonas, Milla Jovovich, Marthe Keller, Udo Kier, Doutzen Kroes, Nadine Labaki, Gilles Lellouche, Claude Lelouch, Gong Li, Eva Longoria, Andie MacDowell, Richard Madden, Helen Mirren, Julianne Moore, Bill Murray, Mira Nair, Rita Ora, Deepika Padukone, Rossy de Palma, Robert Pattinson, Liam Payne, Brad Pitt, Denis Podalydès, Margot Robbie, Robert Rodríguez, Evan Ross, Chloë Sevigny, Léa Seydoux, Ashlee Simpson, Tilda Swinton, Quentin Tarantino, Miles Teller, Doria Tillier, Jean-Louis Trintignant, Chris Tucker, Gaspard Ulliel, Paz Vega, Shailene Woodley